# Iturivliegenvanger
De Iturivliegenvanger (Batis ituriensis) is een zangvogel uit de familie Platysteiridae (lelvliegenvangers).

## Verspreiding en leefgebied
Deze soort komt voor in het noordoosten van Congo-Kinshasa en in het westen van Oeganda.

## Status
De grootte van de populatie is niet gekwantificeerd maar de soort wordt omschreven als zeldzaam in de regio Ituri in Congo en vrij algemeen in Oeganda. Op de Rode lijst van de IUCN heeft deze soort de status niet bedreigd.